# Wonder Egg Priority
Wonder Egg Priority (japonês: ワンダーエッグ・プライオリティ, Hepburn: Wandā Eggu Puraioriti) é um anime original japonês criado e escrito por Shinji Nojima, dirigido por Shin Wakabayashi, produzido por CloverWorks, Aniplex, Nippon Television e D.N. Dream Partners com design de personagens por Saki Takahashi. Ele estreou na Nippon TV e outros canais em janeiro de 2021.

## Transmissão e lançamento
Wonder Egg Priority é uma coprodução entre Aniplex, Nippon Television e D.N. Dream Partners. É dirigido por Shin Wakabayashi, escrito por Shinji Nojima e apresenta designs de personagens de Saki Takahashi. Taracod atua como artista conceitual, Keisuke Kobayashi como animador principal, Yūki Funao como diretor de arte e DE DE MOUSE e Mito como compositores musicais. Ele estreou na Nippon TV e outros canais em 12 de janeiro de 2021. Kanata Aikawa, Tomori Kusunoki, Shuka Saitō e Hinaki Yano executaram a música de abertura e de encerramento, respectivamente intitulada "Sudachi no Uta" (巣立ちの歌) e "Life is Cider" (Life is サイダー, "Raifu Izu Saidā").
A Funimation licenciou a série e está transmitindo-a em seu sítio eletrônico na América do Norte e nas Ilhas Britânicas, na Europa por meio do Wakanim e na Austrália e Nova Zelândia por meio do AnimeLab. O GaragePlay licenciou a série no sudeste da Ásia e está transmitindo-a no Bilibili.
O site oficial da animação revelou que trará um episódio especial para a conclusão da história.
Segundo o site, o episódio especial será exibido no dia 29 de junho e será apelidado de “Wonder Egg Priority Special Edition”.